# 耶和华见证人海外传道员
耶和华见证人海外传道员是基督教非传统教派耶和华见证人中特别的成员，他们简称为海外传道员。这些人自愿放弃所属国家的生活，由耶和华见证人的组织守望台圣经书社委派到偏远的地区或者需求量比较大的地区执行传道工作。自2013年起海外傳道員將改稱""特派傳道員""。

## 前提条件
要成为海外传道员，首先必须是受浸的传道员，也就是说他们必须是正规的耶和华见证人成员。
其次，他们还必须做过一段时间的先驱。这个条件主要是要求他们必须具备一定的圣经知识和一定的经验，这样在新的地区他们就可以尽快适应新的环境，尽快进入传道工作。
另外，申请人还要有好的品行，在会众和其它环境都有好的名声，这一点是检验人品的方法。要求人做到表里如一，真正符合到的标准。

## 委派前教育
在接受委派前，所有申请人都要参加守望台基列圣经学校的教育，这个学校是守望台圣经书社总部承办的，位于美国纽约州。

## 主要工作
不像其它教会的传教士，耶和华见证人海外传道员的主要工作是传讲他们的教义，上帝的王国; 让人认识圣经和他们宣扬的道理。他们不会兴建医院，学校或者类似的福利机构，也不会不时分发事物衣物等援助物资。
除了日常的传道工作，他们还要负担当地的大会和分部办事处的组建工作。为帮助当地人认识圣经，他们有时候会兼职开办一些小型的识字班，帮助当地不识字的信众和感兴趣的人认识他们的母语，但是这个跟单纯的学校教育不同，不会开办全日或者有教学计划的，以传授各种知识为目的的学校。

## 参看
- 耶和华见证人